# Mixocera xanthostephana
Mixocera xanthostephana är en fjärilsart som beskrevs av Louis Beethoven Prout 1912. Mixocera xanthostephana ingår i släktet Mixocera och familjen mätare. Inga underarter finns listade i Catalogue of Life.